# Vanessa Van Durme
Vanessa Van Durme (Gent, 1948) is een Belgische transgender actrice en scenarioschrijfster.

## Biografie
Van Durme studeerde aan het Gents Conservatorium en begon daarna bij het Nederlands Toneel Gent (NTG). In 1976 onderging ze een geslachtsverandering tot vrouw in een hospitaal te Casablanca. De naamswijziging en officiële geslachtsverandering gebeurde pas later na een procedureslag.
Momenteel woont ze in de Ardèche.

## Eerbetoon
- 2014 - Beste actrice van het seizoen 2013-2014 op Prix de la critique te Frankrijk voor haar rol in Avant que j'oublie.[2]
- 2015 - nominatie voor een "Molière" als beste actrice voor haar vertolking in het stuk "Avant que j'oublie".[3]

## Theater
Een selectie van enkele bekende stukken.
- Kijk mama, Ik dans. (2006)
- Gardenia, (2010) theaterstuk in samenwerking met Alain Platel en Frank Van Laecke.
- Avant que j'oublie

- Gemeinsame Normdatei: 1119086590
- International Standard Name Identifier: 0000 0000 0114 3813
- Nederlandse Thesaurus van Auteursnamen: 297620681
- Système universitaire de documentation: 188667946
- Virtual International Authority File: 56874335
- WorldCat: E39PBJcWyrfw9dmjQ6Rt7fw9jC